# تشارلز موراي (ملاكم)
تشارلز موراي (بالإنجليزية: Charles Murray)‏ (18 أغسطس 1968 بروتشستر في الولايات المتحدة - ) هو ملاكم أمريكي.

## وصلات خارجية
- تشارلز موراي على موقع بوكس ريك (الإنجليزية) (registration required)